# Encinitas
Encinitas é uma cidade localizada no estado americano da Califórnia, no Condado de San Diego. Foi incorporada em 1 de outubro de 1986.

## Geografia
De acordo com o United States Census Bureau, a cidade tem uma área de 51,8 km², onde 48,7 km² estão cobertos por terra e 3,1 km² por água.

## Demografia
Segundo o censo nacional de 2010, a sua população é de 59 518 habitantes e sua densidade populacional é de 1 221,69 hab/km². Possui 25 740 residências, que resulta em uma densidade de 528,35 residências/km².